# Chrysoúpoli (Kavála)
Chrysoúpoli, en grec moderne : Χρυσούπολη, est une petite ville du dème de Néstos dans le district régional de Macédoine-Orientale-et-Thrace en Grèce.
Elle est située au centre de la plaine de Néstos, à environ 4 km de l'autoroute Kavála-Xánthi, 26 km de Kavála et 32 km de Xánthi. Dans le passé, Chrysoúpoli était administrativement le siège du dème homonyme, dème fusionné en 2010 dans celui de Néstos, dont elle est devenue le siège.
Selon le recensement de 2011, la population du dème de Chrysoúpoli compte 16 004 habitants tandis que celle de la ville s'élève à 8 885 habitants.